# 3-я Тарховская улица
3-я Та́рховская улица — улица в городе Сестрорецке Курортного района Санкт-Петербурга. Проходит от Разливной набережной до 3-й Поперечной улицы. Продолжается Советским проспектом.

## История
Первоначально, с конца XIX века, называлась Малой Тарховской улицей (Большой Тарховской была нынешняя 2-я Тарховская улица). Тогда улица начиналась чуть раньше — от озера Сестрорецкий Разлив.
В 1940-х годах улицу переименовали в 3-ю Тарховскую (одновременно появились 2-я Тарховская и 4-я Тарховская).
Участок от озера Сестрорецкий Разлив до Разливной набережной был упразднен 20 июня 2010 года.

## Перекрёстки
- Разливная набережная
- Жукова улица
- 1-я Поперечная улица
- 2-я Поперечная улица
- 3-я Поперечная улица / Советский проспект